# World Team Challenge 2021
Il World Team Challenge 2021 si è svolto il 28 dicembre alla Veltins-Arena di Gelsenkirchen.
La competizione si articola in due fasi: una prima gara in mass start e una seconda gara di inseguimento, con distacchi dimezzati. 

## Risultati
| Pos | Atleti                              | Nazione   | Tempo   |
| --- | ----------------------------------- | --------- | ------- |
| 1   | Felix Leitner / Lisa Hauser         | Austria   | 32:15,5 |
| 2   | Matvej Eliseev / Evgenija Burtasova | Russia    | +56,8   |
| 3   | Michal Krčmář / Markéta Davidová    | Rep. Ceca | +59,7   |
| 4   | Erik Lesser / Janina Hettich        | Germania  | +1:19,1 |
| 5   | Joscha Burkhalter / Lena Häcki      | Svizzera  | +1:19,2 |
| 6   | Tero Seppälä / Mari Eder            | Finlandia | +1:32,7 |
| 7   | Lukas Hofer / Dorothea Wierer       | Italia    | +1:58,7 |
| 8   | Dmytro Pidručnyj / Julija Džyma     | Ucraina   | +2:27,0 |
| 9   | Christian Gow / Emma Lunder         | Canada    | +2:32,3 |
| 10  | Benedikt Doll / Vanessa Hinz        | Germania  | +2:40,3 |